# NIO ET7
NIO ET7 – elektryczny samochód osobowy klasy wyższej produkowany pod chińską marką NIO od 2022 roku.

## Historia i opis modelu

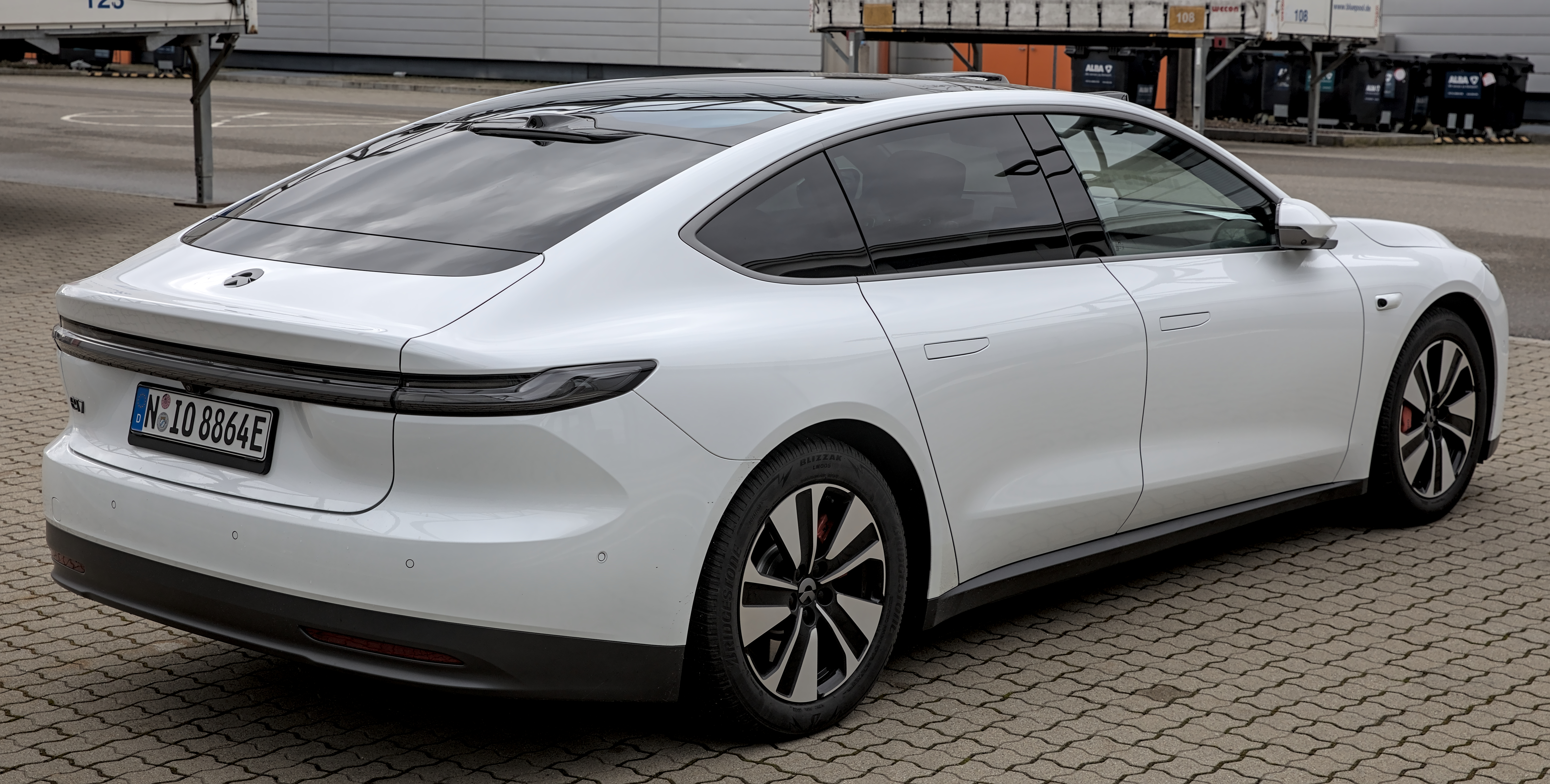
NIO ET7 - tył

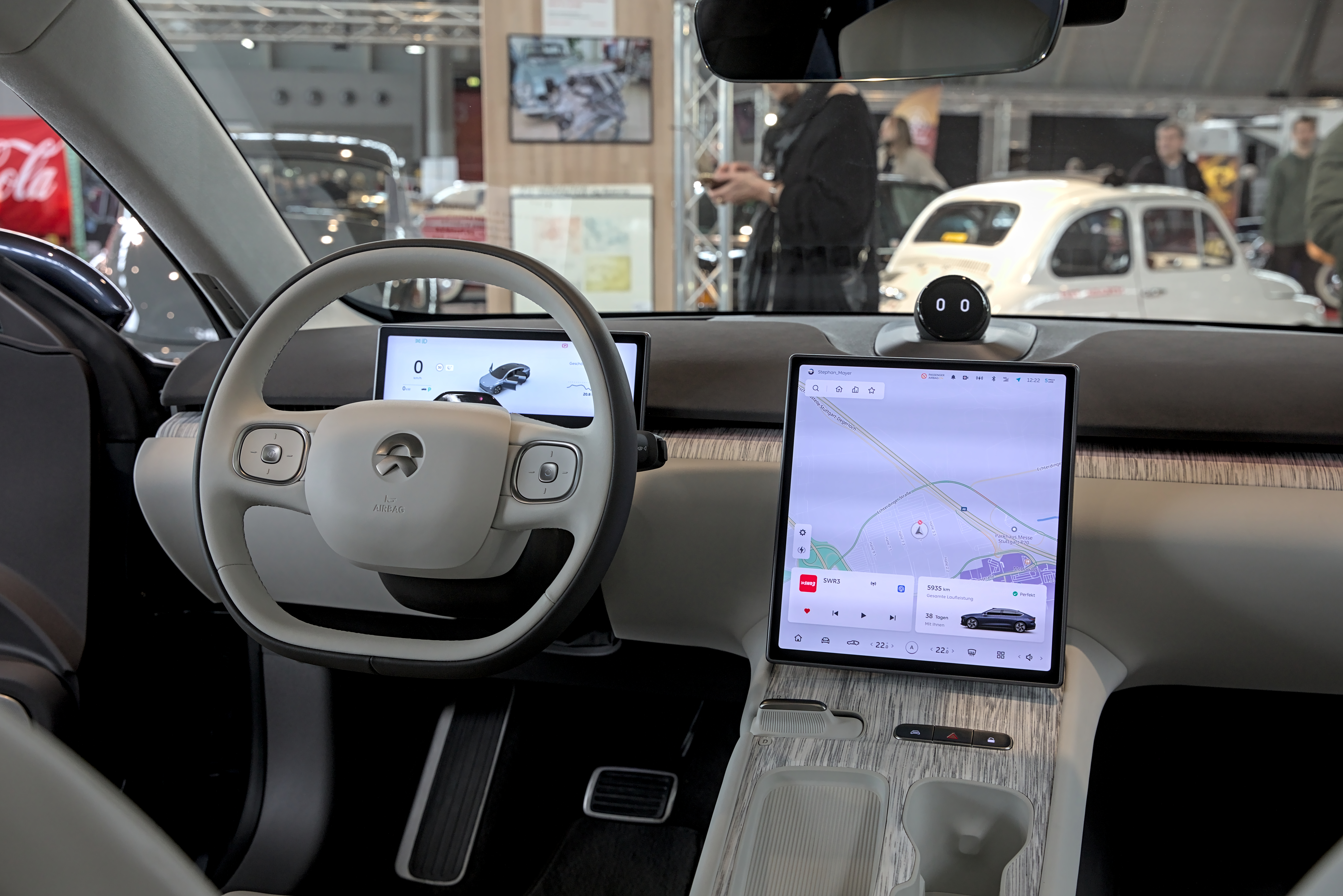
NIO ET7 - kokpit

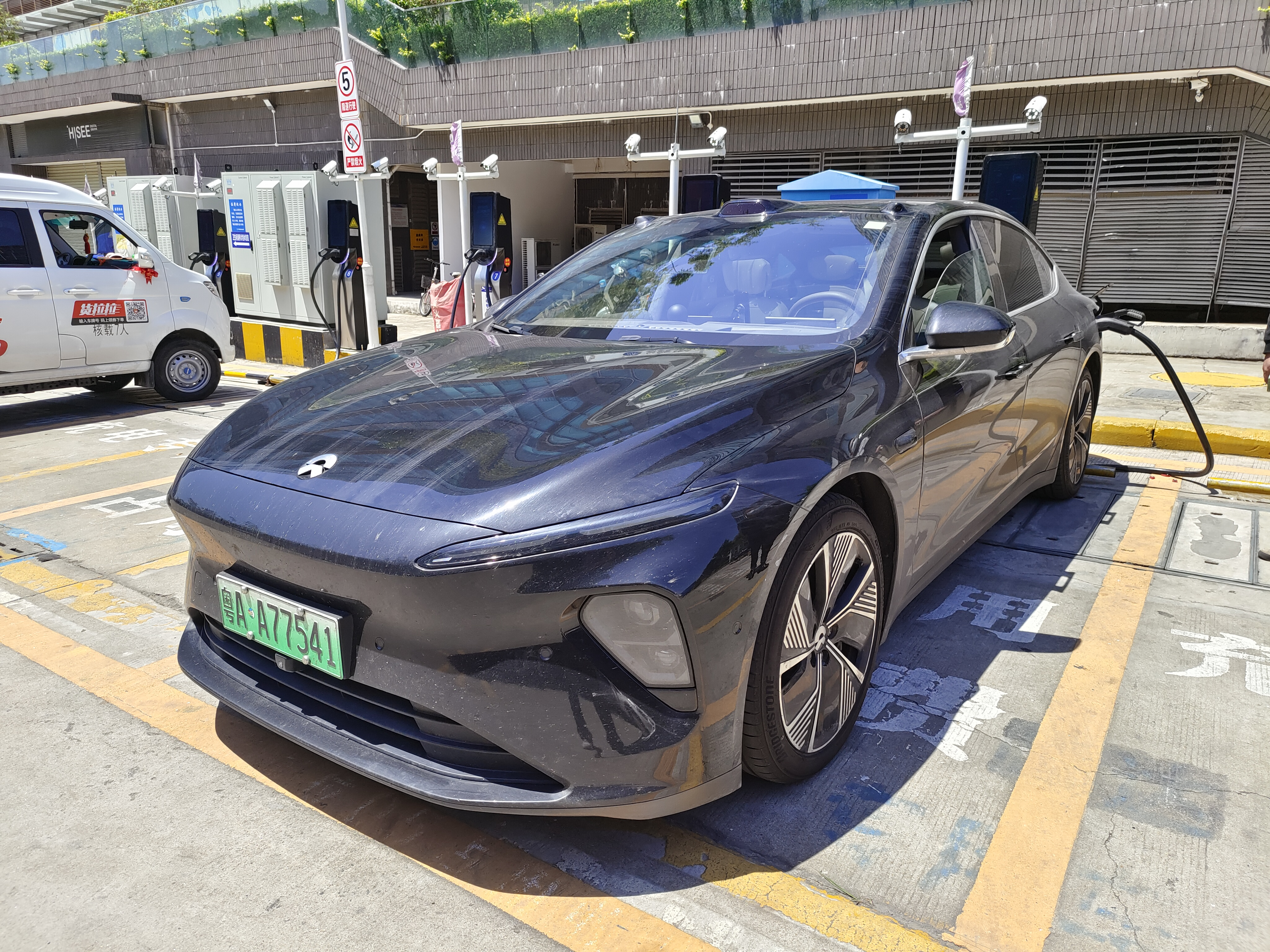
NIO ET7 podczas ładowania

Studyjną zapowiedzią pierwszego klasycznego samochodu osobowego chińskiego startupu NIO Inc. był prototyp NIO ET Preview Concept przedstawiony w kwietniu 2019 roku podczas Shanghai Auto Show. Pojazd przyjął postać dużej, sztandarowej limuzyny w smukle ukształtowanej, trójbryłowej formie stanowiącej zapowiedź konkurenta m.in. Tesli Model S.
Produkcyjny model pod nazwą NIO ET7 został zaprezentowany oficjalnie podczas prezentacji pt. NIO Day 2020 zorganizowanej w Chinach 7 stycznia 2021 roku. Pod kątem wizualnym samochód przyjął formę rozwinięcia koncepcji studium z 2019 roku, zyskując m.in. charakterystyczne, wąskie reflektory wykonane w technologii LED, a także szpiczasty przedni zderzak, chowane klamki, smukłą linię dachu i szeroko rozstawione tylne lampy w formie wąskiego, świetlnego pasa.
Kabina pasażerska została utrzymana w minimalistycznej, futurystycznej estetyce i czarno-białej barwie z dwuramienną kierownicą. Konsolę centralną zdominował wertykalny, dotykowy wyświetlacz AMOLED o przekątnej 12,8 cala. Ponadto, pojazd wyposażono w 10,2 calowy zestaw cyfrowych wskaźników oraz 23-głośnikowy system nagłośnieniowy.
NIO ET7 zostało wyposażone także w technologię autonomicznej jazdy NIO Autonomous Driving opartej na autorskich systemach NIO Aquila Super Sensing i NIO Adam Super Computer. Za pomocą 33 czujników, 12 sensorów ultradźwiękowych i 11 kamer ma on umożliwiać jazdę bez angażowania kierowcy w warunkach miejskich i autostradowych.

### Sprzedaż
Za kluczowy rynek zbytu dla NIO ET7 obrano rodzime Chiny, gdzie cena podstawowego wariantu wynosi równowartość ok. 218 tysięcy złotych, pośredniego ok. 256,5 tysięcy złotych i topowego ok. 301 tysięcy złotych. Samochód dostosowano do tego do systemu szybkiej wymiany akumulatorów w 177 punktach na obszarze całego kraju. W sierpniu 2022 NIO poszerzyło sprzedaż ET7 na wyselekcjonwanych rynkach europejskich - samochód wzbogacił ofertę chińskiej firmy w Niemczech, Danii, Szwecji, Holandii oraz Norwegii. Głównym konkurentem NIO ET7 jest Tesla Model S.

### Dane techniczne
Docelowo, NIO ET7 oferowany ma być w trzech wariantach napędowych. Podstawowy ma oferować baterię o pojemności 70 kWh i ok. 500 kilometrów zasięgu według procedury pomiarowej NEDC. Pośredni przy baterii 100 kWh ma umożliwiać przejechanie 700 kilometrów na jednym ładowaniu według pomiaru NEDC, a topowy, który trafi do sprzedaży w ostatniej kolejności, z baterią 150 kWh ma oferować do 1000 kilometrów zasięgu. Flagowy model chińskiej marki wyposażony został w dwa silniki elektryczne, z czego pierwszy umieszczono przy przedniej osi, a drugi w tylnej części, w okolicach drugiej osi pojazdu. Łączna moc układu napędowego to 644 KM i 850 Nm, pozwalając na rozpędzenie się do 100 km/h w 3,8 sekundy. Do wyhamowania pojazdu potrzebne jest 33,5 metra.